# Pierre Ier de Courtenay
Pour les articles homonymes, voir Pierre Ier.
Pierre de France, né vers 1126, mort entre le 10 mars 1180 et le 10 avril 1183, était, par son mariage, seigneur de Courtenay, Montargis, Châteaurenard, Champignelles, Tanlay, Charny et Chantecoq. Sixième fils de Louis VI le Gros (1081-1137), roi des Francs et d'Adèle de Savoie, il fonde la branche de la maison capétienne de Courtenay.
Son père lui donna la dignité d'abbé laïc de la collégiale de Mantes.
Il accompagna en 1147 ses frères Louis VII de France et Robert Ier de Dreux à la deuxième croisade, prenant part à tous les combats dont celui de Laodicée et au siège de Damas (1148). Parmi les croisés il y avait également Renaud de Courtenay, le père de sa future femme Élisabeth de Courtenay.
Alors que ses frères Henri de Beauvais et Robert de Dreux se rebellèrent contre l'autorité du roi, leur frère aîné Louis VII, il fut le seul à lui rester fidèle, en 1149-50.
Il prit la croix une seconde fois en 1179 avec le comte Henri Ier de Champagne et Philippe de Dreux, évêque de Beauvais, son neveu, et passa en Terre sainte.
Il mourut entre 1180 et 1183.

## Unions et descendance
Avant 1150, il épouse Élisabeth de Courtenay († 1205), fille de Renaud de Courtenay et d'Eustachie (fille de Baudoin de Corbeil), future dame de Courtenay, dont il eut :
- Pierre II (vers 1155 - † 1219), qui deviendra empereur latin de Constantinople ;
- une fille, née vers 1158 et mariée à Eudes de la Marche ;
- Alix de Courtenay (vers 1160 - † 1218), mariée à Guillaume Ier, comte de Joigny, puis à Aymar Taillefer, comte d'Angoulême ;
- Eustachie († après 1235), mariée successivement à Guillaume de Brienne, seigneur de Pacy-sur-Armançon, puis à Guillaume Ier de Champlitte, prince d'Achaïe, enfin au comte Guillaume Ier de Sancerre ;
- Clémence, mariée à Gui VI, vicomte de Thiers ;
- Robert Ier de Courtenay-Champignelles[4] (vers 1168 - † 1239), seigneur de Champignelles-en-Puisaye et de Châteaurenard, Grand Bouteiller de France en 1223. Il eut plusieurs enfants dont Jean archevêque de Reims et Guillaume ;
- Philippe ;
- Isabelle, épouse d'Aymon de Charost ;
- Constance, mariée à Gasce de Poissy, seigneur de Châteaufort (vers 1209, leur fille Mathilde de Châteaufort épouse Bouchard de Marly); puis mariée à Guillaume de Breteuil ;
- Guillaume (vers 1172 - † 1233/1248), seigneur de Tanlay. Il épouse Adeline de Noyers, fille de Clarembaud de Noyers et d'Ada de Montmirail (sœur de Jean), d'où postérité ;
- Jean de Courtenay, Seigneur de Yerre.

Le linguiste polonais Jan Niecisław Baudoin de Courtenay est un lointain descendant.